# Liste des monuments historiques d'Oostrozebeke
Cette page regroupe l'ensemble des monuments classés de la ville belge d’Oostrozebeke.
| Objet                                                                                      | Statut du classement? | Année de construction/architecte | Section communale | Adresse                  | Coordonnées                      | Numéro d'inventaire | Illustration                                                 |
| ------------------------------------------------------------------------------------------ | --------------------- | -------------------------------- | ----------------- | ------------------------ | -------------------------------- | ------------------- | ------------------------------------------------------------ |
| (nl) Historische hoeve met losse bestanddelen gelegen aan de Hoogleenbeek                  |                       |                                  | Oostrozebeke      | Aardemolenstraat 2       | 50° 56′ 44″ nord, 3° 20′ 37″ est | 87640               | Téléverser                                                   |
| (nl) Laag huis, dwars op de straat                                                         |                       |                                  | Oostrozebeke      | Aardemolenstraat 6       | 50° 56′ 51″ nord, 3° 20′ 43″ est | 87641               | Téléverser                                                   |
| (nl) Hoeve met losstaande bestanddelen HET HOF                                             |                       |                                  | Oostrozebeke      | Aardemolenstraat 13      | 50° 56′ 39″ nord, 3° 20′ 30″ est | 87642               | Téléverser                                                   |
| (nl) Roterij met vlasfabriek                                                               |                       |                                  | Oostrozebeke      | Ballingstraat            | 50° 55′ 36″ nord, 3° 21′ 04″ est | 87643               | Téléverser                                                   |
| (nl) Oude hoeve                                                                            |                       |                                  | Oostrozebeke      | Berkstraat 1             | 50° 56′ 33″ nord, 3° 22′ 11″ est | 87644               | Téléverser                                                   |
| (nl) Onze-Lieve-Vrouwekapel                                                                |                       |                                  | Oostrozebeke      | Berkstraat               | 50° 56′ 35″ nord, 3° 22′ 14″ est | 87645               | Téléverser                                                   |
| (nl) Nieuwbrug, leidt de Berkstraat over de Mandel                                         |                       |                                  | Oostrozebeke      | Berkstraat               | 50° 56′ 33″ nord, 3° 22′ 21″ est | 87646               | Téléverser                                                   |
| (nl) Hoeve met losse bestanddelen                                                          |                       |                                  | Oostrozebeke      | Beukstraat 4             | 50° 57′ 35″ nord, 3° 20′ 58″ est | 87647               | Téléverser                                                   |
| (nl) Historische hoeve De Kleine Molsten                                                   |                       |                                  | Oostrozebeke      | Boomgaardstraat 9        | 50° 56′ 47″ nord, 3° 21′ 35″ est | 87648               | Téléverser                                                   |
| (nl) Hoeve met losse bestanddelen                                                          |                       |                                  | Oostrozebeke      | Bosstraat 5              | 50° 55′ 40″ nord, 3° 21′ 28″ est | 87649               | Téléverser                                                   |
| (nl) Dwars op de straat georiënteerde boerenarbeiderswoning met stallingen                 |                       |                                  | Oostrozebeke      | Dentergemstraat 85       | 50° 56′ 08″ nord, 3° 21′ 28″ est | 87650               | Téléverser                                                   |
| (nl) Villa gelegen in een ruime, beboomde tuin                                             |                       |                                  | Oostrozebeke      | Dentergemstraat 162      | 50° 56′ 12″ nord, 3° 21′ 54″ est | 87651               | Téléverser                                                   |
| (nl) Stoomvlasroterij en -zwingelarij                                                      |                       |                                  | Oostrozebeke      | Gentstraat 4             | 50° 57′ 10″ nord, 3° 21′ 10″ est | 87652               | Téléverser                                                   |
| (nl) Hoeve 't Stampkot                                                                     |                       |                                  | Oostrozebeke      | Gentstraat 4A            | 50° 57′ 04″ nord, 3° 21′ 18″ est | 87653               | Téléverser                                                   |
| (nl) Achterin gelegen hoeve toegankelijk via een aarden oprit                              |                       |                                  | Oostrozebeke      | Gentstraat 36            | 50° 57′ 19″ nord, 3° 21′ 49″ est | 87654               | Téléverser                                                   |
| (nl) Achterin gelegen, 19de-eeuwse hoeve met losstaande bestanddelen                       |                       |                                  | Oostrozebeke      | Gentstraat 42            | 50° 57′ 33″ nord, 3° 22′ 23″ est | 87655               | Téléverser                                                   |
| (nl) Begraafplaats                                                                         |                       |                                  | Oostrozebeke      | Grotstraat               | 50° 56′ 39″ nord, 3° 21′ 24″ est | 87656               | Téléverser                                                   |
| (nl) Sint-Jozefskerk, parochiekerk van de Ginste                                           |                       |                                  | Oostrozebeke      | Grotstraat               | 50° 56′ 44″ nord, 3° 21′ 28″ est | 87657               | Téléverser                                                   |
| (nl) Lourdesgrot of Ginstegrot                                                             |                       |                                  | Oostrozebeke      | Grotstraat               | 50° 56′ 44″ nord, 3° 21′ 25″ est | 87658               | Téléverser                                                   |
| (nl) Rijhuis onder gezamenlijk zadeldak met nr. 30                                         |                       |                                  | Oostrozebeke      | Guido Gezellestraat 28   | 50° 55′ 19″ nord, 3° 20′ 16″ est | 87659               | Téléverser                                                   |
| (nl) Onze-Lieve-Vrouwekapel, ook kapel van de Gavers genoemd                               |                       |                                  | Oostrozebeke      | Halewijnstraat           | 50° 55′ 08″ nord, 3° 20′ 28″ est | 87660               | Téléverser                                                   |
| (nl) Vrijstaande woning ZONNEWEELDE                                                        |                       |                                  | Oostrozebeke      | Halfweghuisstraat 47     | 50° 55′ 28″ nord, 3° 20′ 40″ est | 87661               | Téléverser                                                   |
| (nl) Alleenstaande lage woning, op de hoek met de Papegaaistraat                           |                       |                                  | Oostrozebeke      | Hoogleenstraat 10        | 50° 55′ 43″ nord, 3° 21′ 08″ est | 87662               | Téléverser                                                   |
| (nl) Vrijstaande, lage woning op de hoek met de Dentergemstraat                            |                       |                                  | Oostrozebeke      | Hoogleenstraat 18        | 50° 55′ 46″ nord, 3° 21′ 02″ est | 87663               | Téléverser                                                   |
| (nl) Cichoreiast op de hoek met de Vlasstraat                                              |                       |                                  | Oostrozebeke      | Hoogleenstraat           | 50° 55′ 58″ nord, 3° 20′ 47″ est | 87664               | Téléverser                                                   |
| (nl) De Kruiskapel of in de volksmond Steentjeskapel                                       |                       |                                  | Oostrozebeke      | Hoogleenstraat           | 50° 55′ 59″ nord, 3° 20′ 47″ est | 87665               | Téléverser                                                   |
| (nl) Achterin gelegen hoeve met losstaande bestanddelen                                    |                       |                                  | Oostrozebeke      | Hoogleenstraat 24        | 50° 56′ 03″ nord, 3° 20′ 50″ est | 87666               | Téléverser                                                   |
| (nl) Hoeve met losstaande bestanddelen 'T WILGESTUK                                        |                       |                                  | Oostrozebeke      | Hoogleenstraat 38        | 50° 56′ 20″ nord, 3° 20′ 29″ est | 87667               | Téléverser                                                   |
| (nl) Voormalige woning van de gekende brouwersfamilie Tack                                 |                       |                                  | Oostrozebeke      | Hoogstraat 5             | 50° 55′ 11″ nord, 3° 20′ 03″ est | 87668               | Téléverser                                                   |
| (nl) Twee rijwoningen                                                                      |                       |                                  | Oostrozebeke      | Hoogstraat 21            | 50° 55′ 10″ nord, 3° 19′ 58″ est | 87669               | Téléverser                                                   |
| (nl) Twee rijwoningen                                                                      |                       |                                  | Oostrozebeke      | Hoogstraat 23            | 50° 55′ 10″ nord, 3° 19′ 58″ est | 87669               | Téléverser                                                   |
| (nl) Halfvrijstaande burgerwoning                                                          |                       |                                  | Oostrozebeke      | Hoogstraat 87            | 50° 55′ 13″ nord, 3° 19′ 41″ est | 87670               | Téléverser                                                   |
| (nl) Roterij uit het interbellum                                                           |                       |                                  | Oostrozebeke      | Hoogstraat 114           | 50° 55′ 17″ nord, 3° 19′ 29″ est | 87671               | Téléverser                                                   |
| (nl) Koppelwoning van twee burgerwoningen in spiegelbeeld                                  |                       |                                  | Oostrozebeke      | Hoogstraat 129           | 50° 55′ 12″ nord, 3° 19′ 32″ est | 87672               | Téléverser                                                   |
| (nl) Koppelwoning van twee burgerwoningen in spiegelbeeld                                  |                       |                                  | Oostrozebeke      | Hoogstraat 131           | 50° 55′ 12″ nord, 3° 19′ 32″ est | 87672               | Téléverser                                                   |
| (nl) Achterin gelegen hoeve met losstaande bestanddelen                                    |                       |                                  | Oostrozebeke      | Ingelmunstersteenweg 2   | 50° 55′ 22″ nord, 3° 19′ 22″ est | 87673               | Téléverser                                                   |
| (nl) Halfvrijstaande burgerwoning met voortuin                                             |                       |                                  | Oostrozebeke      | Ingelmunstersteenweg 43  | 50° 55′ 10″ nord, 3° 19′ 14″ est | 87674               | Téléverser                                                   |
| (nl) Halfvrijstaande burgerwoning met voortuin                                             |                       |                                  | Oostrozebeke      | Ingelmunstersteenweg 45  | 50° 55′ 10″ nord, 3° 19′ 13″ est | 87675               | Téléverser                                                   |
| (nl) Halfvrijstaande burgerwoning met voortuin                                             |                       |                                  | Oostrozebeke      | Ingelmunstersteenweg 47  | 50° 55′ 10″ nord, 3° 19′ 13″ est | 87676               | Téléverser                                                   |
| (nl) Vrijstaande lage woning                                                               |                       |                                  | Oostrozebeke      | Ingelmunstersteenweg 97  | 50° 55′ 07″ nord, 3° 18′ 57″ est | 87677               | Téléverser                                                   |
| (nl) Samenstel van twee woningen en een vlasschuur                                         |                       |                                  | Oostrozebeke      | Ingelmunstersteenweg 130 | 50° 55′ 06″ nord, 3° 18′ 36″ est | 87678               | Téléverser                                                   |
| (nl) Samenstel van twee woningen en een vlasschuur                                         |                       |                                  | Oostrozebeke      | Ingelmunstersteenweg 132 | 50° 55′ 06″ nord, 3° 18′ 36″ est | 87678               | Téléverser                                                   |
| (nl) Samenstel van burgerwoning met vlasschuur                                             |                       |                                  | Oostrozebeke      | Ingelmunstersteenweg 142 | 50° 55′ 05″ nord, 3° 18′ 32″ est | 87679               | Téléverser                                                   |
| (nl) Halfvrijstaande lage woning                                                           |                       |                                  | Oostrozebeke      | Ingelmunstersteenweg 145 | 50° 55′ 05″ nord, 3° 18′ 41″ est | 87680               | Téléverser                                                   |
| (nl) Onze-Lieve-Vrouwekapel van Lourdes                                                    |                       |                                  | Oostrozebeke      | Ingelmunstersteenweg     | 50° 55′ 03″ nord, 3° 18′ 23″ est | 87681               | Téléverser                                                   |
| (nl) Samenstel van een laag woonhuis met wagenmakerij                                      |                       |                                  | Oostrozebeke      | Ingelmunstersteenweg 183 | 50° 55′ 01″ nord, 3° 18′ 23″ est | 87682               | Téléverser                                                   |
| (nl) Historische, achterin gelegen hoeve met losstaande bestanddelen                       |                       |                                  | Oostrozebeke      | Ingelmunstersteenweg 230 | 50° 54′ 57″ nord, 3° 17′ 36″ est | 87683               | Téléverser                                                   |
| (nl) Gemeentelijke begraafplaats                                                           |                       |                                  | Oostrozebeke      | Kalbergstraat            | 50° 55′ 23″ nord, 3° 20′ 11″ est | 87684               | Téléverser                                                   |
| (nl) Halfvrijstaande, lage woning                                                          |                       |                                  | Oostrozebeke      | Kalbergstraat 7          | 50° 55′ 21″ nord, 3° 20′ 15″ est | 87685               | Téléverser                                                   |
| (nl) Burgerhuis, vooruitspringend op de rooilijn                                           |                       |                                  | Oostrozebeke      | Kalbergstraat 17         | 50° 55′ 22″ nord, 3° 20′ 16″ est | 87686               | Téléverser                                                   |
| (nl) Woonhuis en vlasschuur van een vlashandelaar uit Oostrozebeke                         |                       |                                  | Oostrozebeke      | Kalbergstraat 22         | 50° 55′ 21″ nord, 3° 20′ 19″ est | 87687               | Téléverser                                                   |
| (nl) Halfvrijstaand dubbelhuis met voortuin                                                |                       |                                  | Oostrozebeke      | Kalbergstraat 29         | 50° 55′ 24″ nord, 3° 20′ 21″ est | 87688               | Téléverser                                                   |
| (nl) Woonhuis en vlasschuur                                                                |                       |                                  | Oostrozebeke      | Kalbergstraat 30         | 50° 55′ 22″ nord, 3° 20′ 22″ est | 87689               | Téléverser                                                   |
| (nl) Halfvrijstaande woning met achteraan een bijhorende borstelfabriek                    |                       |                                  | Oostrozebeke      | Kalbergstraat 31         | 50° 55′ 26″ nord, 3° 20′ 22″ est | 87690               | Téléverser                                                   |
| (nl) Samenstel van twee gelijkaardige woningen met daartussen een vlasschuur               |                       |                                  | Oostrozebeke      | Kalbergstraat 49         | 50° 55′ 29″ nord, 3° 20′ 25″ est | 87691               | Téléverser                                                   |
| (nl) Samenstel van twee gelijkaardige woningen met daartussen een vlasschuur               |                       |                                  | Oostrozebeke      | Kalbergstraat 51         | 50° 55′ 29″ nord, 3° 20′ 25″ est | 87691               | Téléverser                                                   |
| (nl) Samenstel van twee gelijkaardige woningen met daartussen een vlasschuur               |                       |                                  | Oostrozebeke      | Kalbergstraat 53         | 50° 55′ 29″ nord, 3° 20′ 25″ est | 87691               | Téléverser                                                   |
| (nl) Halfvrijstaande burgerwoning                                                          |                       |                                  | Oostrozebeke      | Kalbergstraat 55         | 50° 55′ 29″ nord, 3° 20′ 26″ est | 87692               | Téléverser                                                   |
| (nl) Achterin gelegen voormalige roterij en vlasfabriek                                    |                       |                                  | Oostrozebeke      | Kalbergstraat            | 50° 55′ 30″ nord, 3° 20′ 26″ est | 87693               | Téléverser                                                   |
| (nl) 'T HALFWEGHUIS                                                                        |                       |                                  | Oostrozebeke      | Kalbergstraat 79         | 50° 55′ 34″ nord, 3° 20′ 34″ est | 87694               | Téléverser                                                   |
| (nl) Residentie ROZENBERG, rustoord                                                        |                       |                                  | Oostrozebeke      | Kalbergstraat 92         | 50° 55′ 30″ nord, 3° 20′ 34″ est | 87695               | Téléverser                                                   |
| (nl) Vrijstaande woning                                                                    |                       |                                  | Oostrozebeke      | Kalbergstraat 111        | 50° 55′ 38″ nord, 3° 20′ 46″ est | 87696               | Téléverser                                                   |
| (nl) De WEIBERG HOEVE                                                                      |                       |                                  | Oostrozebeke      | Kalbergstraat 145        | 50° 55′ 44″ nord, 3° 20′ 52″ est | 87697               | Téléverser                                                   |
| (nl) Achterin gelegen boerderijtje het AARDEMOLENHOF                                       |                       |                                  | Oostrozebeke      | Aardemolenstraat 8       | 50° 56′ 49″ nord, 3° 20′ 50″ est | 87698               | Téléverser                                                   |
| (nl) Woning op L-vormige plattegrond gelegen in een ruime tuin                             |                       |                                  | Oostrozebeke      | Kallemoeistraat 5        | 50° 55′ 44″ nord, 3° 19′ 37″ est | 87699               | Téléverser                                                   |
| (nl) Onze-Lieve-Vrouwekapel                                                                |                       |                                  | Oostrozebeke      | Kanaalweg                | 50° 54′ 20″ nord, 3° 18′ 49″ est | 87700               | Téléverser                                                   |
| (nl) Burgerwoning                                                                          |                       |                                  | Oostrozebeke      | Kerkstraat 6             | 50° 55′ 15″ nord, 3° 20′ 09″ est | 87701               | Téléverser                                                   |
| (nl) Burgerwoning                                                                          |                       |                                  | Oostrozebeke      | Kerkstraat 8             | 50° 55′ 15″ nord, 3° 20′ 09″ est | 87701               | Téléverser                                                   |
| (nl) Hoekhuis met de Tieltsteenweg                                                         |                       |                                  | Oostrozebeke      | Kerkstraat 23            | 50° 55′ 18″ nord, 3° 20′ 10″ est | 87702               | Téléverser                                                   |
| (nl) Halfvrijstaande woning                                                                |                       |                                  | Oostrozebeke      | Kerkstraat 31            | 50° 55′ 19″ nord, 3° 20′ 13″ est | 87703               | Téléverser                                                   |
| (nl) Lage dorpswoning                                                                      |                       |                                  | Oostrozebeke      | Kerkstraat 34            | 50° 55′ 17″ nord, 3° 20′ 13″ est | 87704               | Téléverser                                                   |
| (nl) Recente pijlerkapel bij het huis nr. 1                                                |                       |                                  | Oostrozebeke      | Kruisstraat              | 50° 57′ 36″ nord, 3° 21′ 49″ est | 87705               | Téléverser                                                   |
| (nl) Hoeve met losstaande bestanddelen                                                     |                       |                                  | Oostrozebeke      | Kruisstraat 3            | 50° 57′ 36″ nord, 3° 21′ 43″ est | 87706               | Téléverser                                                   |
| (nl) Pijlerkapel op hoek van oprit leidend de hoeve DE CRUYSPUT                            |                       |                                  | Oostrozebeke      | Kruisstraat              | 50° 57′ 42″ nord, 3° 21′ 24″ est | 87707               | Téléverser                                                   |
| (nl) Hoeve met losstaande bestanddelen                                                     |                       |                                  | Oostrozebeke      | Kruisstraat 28           | 50° 57′ 40″ nord, 3° 21′ 18″ est | 87708               | Téléverser                                                   |
| (nl) Vlasroterij                                                                           |                       |                                  | Oostrozebeke      | Kruisstraat 26           | 50° 57′ 38″ nord, 3° 21′ 23″ est | 87709               | Téléverser                                                   |
| (nl) Wegkruis Callenskruis                                                                 |                       |                                  | Oostrozebeke      | Kruisstraat              | 50° 57′ 37″ nord, 3° 21′ 22″ est | 87710               | Téléverser                                                   |
| (nl) Roterij en vlasmagazijn                                                               |                       |                                  | Oostrozebeke      | Kruisstraat 30           | 50° 57′ 43″ nord, 3° 21′ 15″ est | 87711               | Téléverser                                                   |
| (nl) Hoeve met losstaande bestanddelen 'T SPITTENHOL                                       |                       |                                  | Oostrozebeke      | Kruisstraat 46           | 50° 57′ 23″ nord, 3° 21′ 24″ est | 87712               | Téléverser                                                   |
| (nl) Achterin gelegen hoeve met losstaande bestanddelen, De veertienhonderd                |                       |                                  | Oostrozebeke      | Leegstraat 109           | 50° 54′ 58″ nord, 3° 18′ 57″ est | 87713               | Téléverser                                                   |
| (nl) Onze-Lieve-Vrouwekapel                                                                |                       |                                  | Oostrozebeke      | Leegstraat               | 50° 55′ 03″ nord, 3° 18′ 58″ est | 87714               | Téléverser                                                   |
| (nl) Neerhof Goet van Nieuwenhove                                                          |                       |                                  | Oostrozebeke      | Leegstraat 195           | 50° 54′ 46″ nord, 3° 18′ 19″ est | 87715               | Téléverser                                                   |
| (nl) VRIJE EVANGELISCHE KERK                                                               |                       |                                  | Oostrozebeke      | Leegstraat 208           | 50° 55′ 00″ nord, 3° 18′ 35″ est | 87716               | (nl) VRIJE EVANGELISCHE KERK                                 |
| (nl) VRIJE EVANGELISCHE KERK                                                               |                       |                                  | Oostrozebeke      | Leegstraat 210           | 50° 55′ 00″ nord, 3° 18′ 35″ est | 87716               | Téléverser                                                   |
| (nl) Wegkruis rechts van de oprit naar nr. 2                                               |                       |                                  | Oostrozebeke      | Lijsterstraat            | 50° 57′ 01″ nord, 3° 21′ 41″ est | 87717               | Téléverser                                                   |
| (nl) Achterin en op een hoogte gelegen landgebouw                                          |                       |                                  | Oostrozebeke      | Lijsterstraat 4          | 50° 57′ 10″ nord, 3° 21′ 50″ est | 87718               | Téléverser                                                   |
| (nl) Parochiekerk Sint-Amandus                                                             |                       |                                  | Oostrozebeke      | Markt                    | 50° 55′ 14″ nord, 3° 20′ 06″ est | 87719               | (nl) Parochiekerk Sint-Amandus                               |
| (nl) Halfvrijstaand herenhuis                                                              |                       |                                  | Oostrozebeke      | Markt 1                  | 50° 55′ 12″ nord, 3° 20′ 09″ est | 87720               | Téléverser                                                   |
| (nl) Pastorie naast voetpad leidend naar de Smallestokstraat                               |                       |                                  | Oostrozebeke      | Markt 18                 | 50° 55′ 15″ nord, 3° 20′ 06″ est | 87721               | Téléverser                                                   |
| (nl) Burgerwoning met garage                                                               |                       |                                  | Oostrozebeke      | Markt 19                 | 50° 55′ 15″ nord, 3° 20′ 06″ est | 87722               | Téléverser                                                   |
| (nl) Halfvrijstaand herenhuis op de hoek met de Kerkstraat                                 |                       |                                  | Oostrozebeke      | Markt 20                 | 50° 55′ 15″ nord, 3° 20′ 07″ est | 87723               | Téléverser                                                   |
| (nl) Historische hoeve Ten Daele                                                           |                       |                                  | Oostrozebeke      | Meulebekesteenweg 15     | 50° 55′ 22″ nord, 3° 19′ 37″ est | 87724               | Téléverser                                                   |
| (nl) Smetsbrug                                                                             |                       |                                  | Oostrozebeke      | Meulebekesteenweg        | 50° 55′ 28″ nord, 3° 19′ 38″ est | 87725               | Téléverser                                                   |
| (nl) Hoeve met losstaande bestanddelen DE CAPELLEHOEVE                                     |                       |                                  | Oostrozebeke      | Meulebekesteenweg 24     | 50° 55′ 39″ nord, 3° 19′ 12″ est | 87726               | Téléverser                                                   |
| (nl) Lage woning met voortuin                                                              |                       |                                  | Oostrozebeke      | Molstenstraat 7          | 50° 56′ 06″ nord, 3° 20′ 44″ est | 87727               | Téléverser                                                   |
| (nl) Wegkapel gewijd aan Onze-Lieve-Vrouw                                                  |                       |                                  | Oostrozebeke      | Molstenstraat            | 50° 56′ 13″ nord, 3° 20′ 53″ est | 87728               | Téléverser                                                   |
| (nl) Wegkruis                                                                              |                       |                                  | Oostrozebeke      | Molstenstraat            | 50° 56′ 28″ nord, 3° 20′ 57″ est | 87729               | Téléverser                                                   |
| (nl) Achterin gelegen boerenarbeiderswoning                                                |                       |                                  | Oostrozebeke      | Molstenstraat 46         | 50° 56′ 34″ nord, 3° 21′ 12″ est | 87730               | Téléverser                                                   |
| (nl) Boerenarbeiderswoning op hoek met afslag naar Goed ter Molst                          |                       |                                  | Oostrozebeke      | Molstenstraat 50         | 50° 56′ 35″ nord, 3° 21′ 07″ est | 87731               | Téléverser                                                   |
| (nl) Vrijstaande burgerwoning met aanpalende werkplaats                                    |                       |                                  | Oostrozebeke      | Molstenstraat 62         | 50° 56′ 39″ nord, 3° 21′ 15″ est | 87732               | Téléverser                                                   |
| (nl) Lage koppelwoning                                                                     |                       |                                  | Oostrozebeke      | Molstenstraat 70         | 50° 56′ 41″ nord, 3° 21′ 16″ est | 87733               | Téléverser                                                   |
| (nl) Lage koppelwoning                                                                     |                       |                                  | Oostrozebeke      | Molstenstraat 72         | 50° 56′ 41″ nord, 3° 21′ 16″ est | 87733               | Téléverser                                                   |
| (nl) Pijlerkapel gewijd aan Onze-Lieve-Vrouw                                               |                       |                                  | Oostrozebeke      | Molstenstraat            | 50° 56′ 37″ nord, 3° 21′ 18″ est | 87734               | Téléverser                                                   |
| (nl) Complex van school, kapel en feestzaal                                                |                       |                                  | Oostrozebeke      | Molstenstraat 81         | 50° 56′ 43″ nord, 3° 21′ 18″ est | 87735               | Téléverser                                                   |
| (nl) Complex van school, kapel en feestzaal                                                |                       |                                  | Oostrozebeke      | Molstenstraat 83         | 50° 56′ 45″ nord, 3° 21′ 18″ est | 87735               | Téléverser                                                   |
| (nl) Elektriciteitscabine                                                                  |                       |                                  | Oostrozebeke      | Nieuwstraat              | 50° 55′ 12″ nord, 3° 19′ 26″ est | 87736               | Téléverser                                                   |
| (nl) Hoeve met losse bestanddelen, DOELBILCK                                               |                       |                                  | Oostrozebeke      | Nieuwstraat 50           | 50° 55′ 05″ nord, 3° 19′ 30″ est | 87737               | Téléverser                                                   |
| (nl) Kapel Onze-Lieve-Vrouw van Halle                                                      |                       |                                  | Oostrozebeke      | O.-L.-Vrouwestraat       | 50° 55′ 31″ nord, 3° 20′ 51″ est | 87738               | Téléverser                                                   |
| (nl) Goed ter Priems                                                                       |                       |                                  | Oostrozebeke      | Ooigemstraat 8           | 50° 54′ 57″ nord, 3° 19′ 04″ est | 87739               | Téléverser                                                   |
| (nl) Telefooncentrale van de toenmalige Regie van Telegraaf en Telefoon                    |                       |                                  | Oostrozebeke      | Palingstraat 5           | 50° 55′ 03″ nord, 3° 20′ 10″ est | 87740               | Téléverser                                                   |
| (nl) Hoeve met losse bestanddelen                                                          |                       |                                  | Oostrozebeke      | Palingstraat 34          | 50° 54′ 49″ nord, 3° 20′ 27″ est | 87741               | Téléverser                                                   |
| (nl) Kapel Heilig Hart van Jezus                                                           |                       |                                  | Oostrozebeke      | Papegaaistraat           | 50° 55′ 41″ nord, 3° 20′ 58″ est | 87742               | Téléverser                                                   |
| (nl) Kapel Onze-Lieve-Vrouw-Troost in nood                                                 |                       |                                  | Oostrozebeke      | Papegaaistraat 71        | 50° 56′ 00″ nord, 3° 21′ 36″ est | 87743               | Téléverser                                                   |
| (nl) Samenstel van een halfvrijstaand woonhuis met voortuin en magazijn                    |                       |                                  | Oostrozebeke      | Papegaaistraat 77        | 50° 56′ 00″ nord, 3° 21′ 42″ est | 87744               | Téléverser                                                   |
| (nl) Roterij                                                                               |                       |                                  | Oostrozebeke      | Papegaaistraat           | 50° 56′ 07″ nord, 3° 21′ 58″ est | 87745               | Téléverser                                                   |
| (nl) Hoeve met losstaande bestanddelen GOET TE BEYSTERVELDT                                |                       |                                  | Oostrozebeke      | Papegaaistraat 85        | 50° 56′ 11″ nord, 3° 22′ 03″ est | 87746               | Téléverser                                                   |
| (nl) Basisschool                                                                           |                       |                                  | Oostrozebeke      | Stationsstraat 11        | 50° 55′ 10″ nord, 3° 20′ 09″ est | 87747               | Téléverser                                                   |
| (nl) Burgerwoning met garage                                                               |                       |                                  | Oostrozebeke      | Stationsstraat 17        | 50° 55′ 09″ nord, 3° 20′ 08″ est | 87748               | Téléverser                                                   |
| (nl) De Visscherie                                                                         |                       |                                  | Oostrozebeke      | Stationsstraat 18        | 50° 55′ 07″ nord, 3° 20′ 00″ est | 87749               | Téléverser                                                   |
| (nl) Halfvrijstaand burgerhuis met garage                                                  |                       |                                  | Oostrozebeke      | Stationsstraat 19        | 50° 55′ 09″ nord, 3° 20′ 08″ est | 87750               | Téléverser                                                   |
| (nl) Halfvrijstaand herenhuis met bijhorend magazijn en cichoreiast                        |                       |                                  | Oostrozebeke      | Stationsstraat 24        | 50° 55′ 08″ nord, 3° 20′ 05″ est | 87751               | Téléverser                                                   |
| (nl) Halfvrijstaand herenhuis                                                              |                       |                                  | Oostrozebeke      | Stationsstraat 39        | 50° 55′ 06″ nord, 3° 20′ 09″ est | 87752               | Téléverser                                                   |
| (nl) Achterin gelegen, alleenstaande burgerwoning                                          |                       |                                  | Oostrozebeke      | Stationsstraat 47        | 50° 55′ 05″ nord, 3° 20′ 09″ est | 87753               | Téléverser                                                   |
| (nl) Villa gelegen in een ruime tuin                                                       |                       |                                  | Oostrozebeke      | Stationsstraat 49        | 50° 55′ 04″ nord, 3° 20′ 08″ est | 87754               | Téléverser                                                   |
| (nl) Vrijstaand burgerhuis                                                                 |                       |                                  | Oostrozebeke      | Stationsstraat 50        | 50° 55′ 04″ nord, 3° 20′ 04″ est | 87755               | Téléverser                                                   |
| (nl) Vrijstaand burgerhuis                                                                 |                       |                                  | Oostrozebeke      | Stationsstraat 54        | 50° 55′ 03″ nord, 3° 20′ 04″ est | 87756               | Téléverser                                                   |
| (nl) Halfvrijstaand burgerhuis met datum 1912 in de topgevel                               |                       |                                  | Oostrozebeke      | Stationsstraat 57        | 50° 55′ 01″ nord, 3° 20′ 06″ est | 87758               | Téléverser                                                   |
| (nl) Burgerwoning                                                                          |                       |                                  | Oostrozebeke      | Markt 3                  | 50° 55′ 11″ nord, 3° 20′ 08″ est | 87759               | Téléverser                                                   |
| (nl) Halfvrijstaand burgerhuis uit het interbellum                                         |                       |                                  | Oostrozebeke      | Stationsstraat 58        | 50° 55′ 02″ nord, 3° 20′ 04″ est | 87765               | Téléverser                                                   |
| (nl) Vrijstaand burgerhuis uit het interbellum                                             |                       |                                  | Oostrozebeke      | Stationsstraat 76        | 50° 55′ 00″ nord, 3° 20′ 00″ est | 87766               | Téléverser                                                   |
| (nl) Monumentale villa met ruime tuin                                                      |                       |                                  | Oostrozebeke      | Stationsstraat 79        | 50° 54′ 59″ nord, 3° 20′ 03″ est | 87767               | Téléverser                                                   |
| (nl) Kleine villa                                                                          |                       |                                  | Oostrozebeke      | Stationsstraat 81        | 50° 54′ 58″ nord, 3° 20′ 02″ est | 87768               | Téléverser                                                   |
| (nl) Halfvrijstaand, beeldbepalend dubbelhuis met magazijn                                 |                       |                                  | Oostrozebeke      | Stationsstraat 82        | 50° 54′ 59″ nord, 3° 20′ 00″ est | 87769               | Téléverser                                                   |
| (nl) Landhuis met in de tuin een voormalige breiwerkfabriek                                |                       |                                  | Oostrozebeke      | Stationsstraat 83        | 50° 54′ 57″ nord, 3° 20′ 01″ est | 87770               | Téléverser                                                   |
| (nl) Eenheidsbebouwing van vijf huizen en rechts een bural                                 |                       |                                  | Oostrozebeke      | Stationsstraat 84        | 50° 54′ 59″ nord, 3° 19′ 58″ est | 87771               | Téléverser                                                   |
| (nl) Eenheidsbebouwing van vijf huizen en rechts een bural                                 |                       |                                  | Oostrozebeke      | Stationsstraat 86        | 50° 54′ 59″ nord, 3° 19′ 58″ est | 87771               | Téléverser                                                   |
| (nl) Eenheidsbebouwing van vijf huizen en rechts een bural                                 |                       |                                  | Oostrozebeke      | Stationsstraat 88        | 50° 54′ 59″ nord, 3° 19′ 58″ est | 87771               | Téléverser                                                   |
| (nl) Eenheidsbebouwing van vijf huizen en rechts een bural                                 |                       |                                  | Oostrozebeke      | Stationsstraat 90        | 50° 54′ 59″ nord, 3° 19′ 58″ est | 87771               | Téléverser                                                   |
| (nl) Eenheidsbebouwing van vijf huizen en rechts een bural                                 |                       |                                  | Oostrozebeke      | Stationsstraat 92        | 50° 54′ 59″ nord, 3° 19′ 58″ est | 87771               | Téléverser                                                   |
| (nl) Herenhuis met garage                                                                  |                       |                                  | Oostrozebeke      | Stationsstraat 89        | 50° 54′ 56″ nord, 3° 20′ 00″ est | 87772               | Téléverser                                                   |
| (nl) Halfvrijstaande burgerwoning                                                          |                       |                                  | Oostrozebeke      | Stationsstraat 91        | 50° 54′ 56″ nord, 3° 19′ 59″ est | 87773               | Téléverser                                                   |
| (nl) Halfvrijstaande koppelwoning in spiegelbeeld gebouwd                                  |                       |                                  | Oostrozebeke      | Stationsstraat 96        | 50° 54′ 57″ nord, 3° 19′ 58″ est | 87774               | Téléverser                                                   |
| (nl) Halfvrijstaande koppelwoning in spiegelbeeld gebouwd                                  |                       |                                  | Oostrozebeke      | Stationsstraat 98        | 50° 54′ 57″ nord, 3° 19′ 58″ est | 87774               | Téléverser                                                   |
| (nl) Halfvrijstaand burgerhuis                                                             |                       |                                  | Oostrozebeke      | Stationsstraat 110       | 50° 54′ 56″ nord, 3° 19′ 56″ est | 87775               | Téléverser                                                   |
| (nl) Villa in cottage-stijl ROZENHOVE                                                      |                       |                                  | Oostrozebeke      | Stationsstraat 139       | 50° 54′ 45″ nord, 3° 19′ 48″ est | 87776               | Téléverser                                                   |
| (nl) Villa in cottage-stijl ISOLA BELLA                                                    |                       |                                  | Oostrozebeke      | Stationsstraat 141       | 50° 54′ 44″ nord, 3° 19′ 48″ est | 87777               | Téléverser                                                   |
| (nl) Herberg DE STATIE, hoekhuis gelegen aan de oude spoorweg                              |                       |                                  | Oostrozebeke      | Stationsstraat 154       | 50° 54′ 44″ nord, 3° 19′ 40″ est | 87778               | Téléverser                                                   |
| (nl) Onze-Lieve-Vrouwekapel of in de volksmond Vandaele's kapel                            |                       |                                  | Oostrozebeke      | Stationsstraat           | 50° 54′ 49″ nord, 3° 19′ 50″ est | 87779               | Téléverser                                                   |
| (nl) Voormalig station gebouwd in 1868 (Gare d'Oostrozebeke)                               |                       |                                  | Oostrozebeke      | Stationsstraat 161       | 50° 54′ 42″ nord, 3° 19′ 43″ est | 87780               | (nl) Voormalig station gebouwd in 1868 (Gare d'Oostrozebeke) |
| (nl) Hoeve met losse bestanddelen, VOLDERSHOF                                              |                       |                                  | Oostrozebeke      | Ter Priemstraat 2        | 50° 55′ 01″ nord, 3° 19′ 33″ est | 87781               | Téléverser                                                   |
| (nl) Halfvrijstaande boerenarbeiderswoning                                                 |                       |                                  | Oostrozebeke      | Ter Priemstraat 50       | 50° 54′ 49″ nord, 3° 19′ 14″ est | 87782               | Téléverser                                                   |
| (nl) Seinwachtershuis                                                                      |                       |                                  | Oostrozebeke      | Ter Priemstraat 72       | 50° 54′ 44″ nord, 3° 19′ 11″ est | 87783               | Téléverser                                                   |
| (nl) Voormalige congregatie met kapel                                                      |                       |                                  | Oostrozebeke      | Tieltsteenweg 4          | 50° 55′ 20″ nord, 3° 20′ 10″ est | 87784               | Téléverser                                                   |
| (nl) Voormalige congregatie met kapel                                                      |                       |                                  | Oostrozebeke      | Tieltsteenweg 6          | 50° 55′ 20″ nord, 3° 20′ 10″ est | 87784               | Téléverser                                                   |
| (nl) Voormalige congregatie met kapel                                                      |                       |                                  | Oostrozebeke      | Tieltsteenweg 8          | 50° 55′ 20″ nord, 3° 20′ 10″ est | 87784               | Téléverser                                                   |
| (nl) Burgerwoning op de hoek met de Smallestokstraat                                       |                       |                                  | Oostrozebeke      | Tieltsteenweg 5          | 50° 55′ 18″ nord, 3° 20′ 09″ est | 87785               | Téléverser                                                   |
| (nl) Vrijstaande dokterswoning gelegen in ruime tuin                                       |                       |                                  | Oostrozebeke      | Tieltsteenweg 16         | 50° 55′ 22″ nord, 3° 20′ 09″ est | 87786               | Téléverser                                                   |
| (nl) Samenstel van drie woningen met garages                                               |                       |                                  | Oostrozebeke      | Tieltsteenweg 22         | 50° 55′ 23″ nord, 3° 20′ 07″ est | 87787               | Téléverser                                                   |
| (nl) Samenstel van drie woningen met garages                                               |                       |                                  | Oostrozebeke      | Tieltsteenweg 24         | 50° 55′ 23″ nord, 3° 20′ 07″ est | 87787               | Téléverser                                                   |
| (nl) Samenstel van drie woningen met garages                                               |                       |                                  | Oostrozebeke      | Tieltsteenweg 26         | 50° 55′ 23″ nord, 3° 20′ 07″ est | 87787               | Téléverser                                                   |
| (nl) Vrijstaande woning in een ruime tuin, MANDELBLOEM                                     |                       |                                  | Oostrozebeke      | Tieltsteenweg 28         | 50° 55′ 25″ nord, 3° 20′ 07″ est | 87788               | Téléverser                                                   |
| (nl) Onze-Lieve-Vrouwekapel                                                                |                       |                                  | Oostrozebeke      | Tieltsteenweg            | 50° 55′ 25″ nord, 3° 20′ 05″ est | 87789               | Téléverser                                                   |
| (nl) De Smallestokbrug leidt de Tieltsteenweg over de Mandel                               |                       |                                  | Oostrozebeke      | Tieltsteenweg            | 50° 55′ 30″ nord, 3° 19′ 59″ est | 87790               | Téléverser                                                   |
| (nl) Achterin en lager gelegen hoeve met losstaande bestanddelen SCHAEPSHOEVE              |                       |                                  | Oostrozebeke      | Tieltsteenweg 49         | 50° 55′ 33″ nord, 3° 19′ 50″ est | 87791               | Téléverser                                                   |
| (nl) Bakstenen wegkapel gewijd aan Onze-Lieve-Vrouw                                        |                       |                                  | Oostrozebeke      | Tieltsteenweg            | 50° 55′ 47″ nord, 3° 20′ 03″ est | 87792               | Téléverser                                                   |
| (nl) Boerenarbeiderswoning                                                                 |                       |                                  | Oostrozebeke      | Tieltsteenweg 78         | 50° 56′ 02″ nord, 3° 20′ 12″ est | 87793               | Téléverser                                                   |
| (nl) Twee gekoppelde, lage woningen op de hoek met de Kallemoeistraat                      |                       |                                  | Oostrozebeke      | Tieltsteenweg 81         | 50° 55′ 51″ nord, 3° 20′ 03″ est | 87794               | Téléverser                                                   |
| (nl) Twee gekoppelde, lage woningen op de hoek met de Kallemoeistraat                      |                       |                                  | Oostrozebeke      | Tieltsteenweg 83         | 50° 55′ 51″ nord, 3° 20′ 03″ est | 87794               | Téléverser                                                   |
| (nl) Boerenarbeiderswoning met schuur                                                      |                       |                                  | Oostrozebeke      | Tieltsteenweg 93         | 50° 55′ 56″ nord, 3° 20′ 07″ est | 87795               | Téléverser                                                   |
| (nl) Boerenarbeiderswoning schuin op de rooilijn geplaatst 'T VLASSERSHEEM                 |                       |                                  | Oostrozebeke      | Vaartstraat 4            | 50° 54′ 35″ nord, 3° 19′ 24″ est | 87796               | Téléverser                                                   |
| (nl) Mariakapel op de hoek met de Ter Priemstraat                                          |                       |                                  | Oostrozebeke      | Vaartstraat              | 50° 54′ 35″ nord, 3° 19′ 08″ est | 87797               | Téléverser                                                   |
| (nl) Geheel van drie woningen                                                              |                       |                                  | Oostrozebeke      | Veldstraat 15            | 50° 55′ 20″ nord, 3° 20′ 23″ est | 87798               | Téléverser                                                   |
| (nl) Geheel van drie woningen                                                              |                       |                                  | Oostrozebeke      | Veldstraat 17            | 50° 55′ 20″ nord, 3° 20′ 23″ est | 87798               | Téléverser                                                   |
| (nl) Geheel van drie woningen                                                              |                       |                                  | Oostrozebeke      | Veldstraat 19            | 50° 55′ 20″ nord, 3° 20′ 23″ est | 87798               | Téléverser                                                   |
| (nl) Achterin gelegen hoeve met losse bestanddelen                                         |                       |                                  | Oostrozebeke      | Vijf Eikenstraat 1       | 50° 56′ 36″ nord, 3° 21′ 02″ est | 87799               | Téléverser                                                   |
| (nl) Onze-Lieve-Vrouwekapel                                                                |                       |                                  | Oostrozebeke      | Vijf Eikenstraat         | 50° 56′ 51″ nord, 3° 21′ 02″ est | 87800               | Téléverser                                                   |
| (nl) Wegkruis                                                                              |                       |                                  | Oostrozebeke      | Vijf Eikenstraat         | 50° 56′ 35″ nord, 3° 21′ 05″ est | 87801               | Téléverser                                                   |
| (nl) Twee gekoppelde boerenarbeiderswoningen                                               |                       |                                  | Oostrozebeke      | Vijf Eikenstraat 11      | 50° 56′ 40″ nord, 3° 21′ 00″ est | 87802               | Téléverser                                                   |
| (nl) Twee gekoppelde boerenarbeiderswoningen                                               |                       |                                  | Oostrozebeke      | Vijf Eikenstraat 9       | 50° 56′ 40″ nord, 3° 21′ 00″ est | 87802               | Téléverser                                                   |
| (nl) Onze-Lieve-Vrouwekapel horend bij het huis nr. 17                                     |                       |                                  | Oostrozebeke      | Vijf Eikenstraat         | 50° 56′ 47″ nord, 3° 21′ 03″ est | 87803               | Téléverser                                                   |
| (nl) Onze-Lieve-Vrouwekapel links van nr. 19                                               |                       |                                  | Oostrozebeke      | Vijf Eikenstraat         | 50° 56′ 58″ nord, 3° 21′ 00″ est | 87804               | Téléverser                                                   |
| (nl) Vroegere herberg Den Vogelzang                                                        |                       |                                  | Oostrozebeke      | Vijverstraat 11          | 50° 56′ 17″ nord, 3° 19′ 56″ est | 87805               | Téléverser                                                   |
| (nl) Burgerwoning met bijhorende warmwaterroterij                                          |                       |                                  | Oostrozebeke      | Vinkstraat 28            | 50° 55′ 59″ nord, 3° 19′ 32″ est | 87806               | Téléverser                                                   |
| (nl) Voormalige hoeve met losstaande bestanddelen                                          |                       |                                  | Oostrozebeke      | Vlasstraat 2             | 50° 55′ 52″ nord, 3° 20′ 07″ est | 87807               | Téléverser                                                   |
| (nl) Hoeve met losstaande bestanddelen                                                     |                       |                                  | Oostrozebeke      | Vlasstraat 9             | 50° 55′ 52″ nord, 3° 20′ 17″ est | 87808               | Téléverser                                                   |
| (nl) Hoeve met losstaande bestanddelen                                                     |                       |                                  | Oostrozebeke      | Vlasstraat 17            | 50° 55′ 58″ nord, 3° 20′ 35″ est | 87809               | Téléverser                                                   |
| (nl) Voormalige roterij, thans complex van nijverheidsgebouw, landgebouw en textielfabriek |                       |                                  | Oostrozebeke      | Vlasstraat               |                                  | 87810               | Téléverser                                                   |
| (nl) Lage woning op de hoek met de Kruisstraat                                             |                       |                                  | Oostrozebeke      | Wakkensteenweg 10        | 50° 57′ 33″ nord, 3° 21′ 55″ est | 87811               | Téléverser                                                   |
| (nl) Wegkapel Onze-Lieve-Vrouw van de zeven weeën                                          |                       |                                  | Oostrozebeke      | Wakkensteenweg           | 50° 57′ 49″ nord, 3° 21′ 41″ est | 87812               | Téléverser                                                   |
| (nl) Dieper gelegen hoeve met losstaande bestanddelen DE DOOLAEGHE                         |                       |                                  | Oostrozebeke      | Wakkensteenweg 11        | 50° 57′ 39″ nord, 3° 22′ 00″ est | 87813               | Téléverser                                                   |
| (nl) Brug leidt de Wantestraat over de Distelbeek                                          |                       |                                  | Oostrozebeke      | Wantestraat              | 50° 54′ 46″ nord, 3° 17′ 24″ est | 87815               | Téléverser                                                   |
| (nl) Twee burgerhuizen onder gezamenlijk zadeldak                                          |                       |                                  | Oostrozebeke      | Wielsbekestraat 4        | 50° 55′ 12″ nord, 3° 20′ 10″ est | 87816               | Téléverser                                                   |
| (nl) Twee burgerhuizen onder gezamenlijk zadeldak                                          |                       |                                  | Oostrozebeke      | Wielsbekestraat 6        | 50° 55′ 12″ nord, 3° 20′ 10″ est | 87816               | Téléverser                                                   |
| (nl) Lage arbeiderswoning                                                                  |                       |                                  | Oostrozebeke      | Wielsbekestraat 8        | 50° 55′ 12″ nord, 3° 20′ 10″ est | 87817               | Téléverser                                                   |
| (nl) Burgerhuis                                                                            |                       |                                  | Oostrozebeke      | Wielsbekestraat 14       | 50° 55′ 12″ nord, 3° 20′ 12″ est | 87818               | Téléverser                                                   |
| (nl) Hoeve met losstaande bestanddelen                                                     |                       |                                  | Oostrozebeke      | Zandstraat 22            | 50° 55′ 16″ nord, 3° 18′ 36″ est | 87819               | Téléverser                                                   |